# 16075 Meglass
A 16075 Meglass (ideiglenes jelöléssel 1999 RL130) a Naprendszer kisbolygóövében található aszteroida. A LINEAR projekt keretében fedezték fel 1999. szeptember 9-én.